# Globoko (Laško, Slovenija)
Globoko je naselje u slovenskoj Općini Laškom. Globoko se nalazi u pokrajini Štajerskoj i statističkoj regiji Savinjskoj. 

## Stanovništvo
Prema popisu stanovništva iz 2002. godine naselje je imalo 202 stanovnika.